# 何祉
何祉（1492年—16世紀），字德徵，號常濱，江西南昌府進賢縣北隅人，明朝政治人物。

## 生平
何祉是嘉靖元年（1522年）壬午科舉人第六名，次年（1523年）聯捷癸未科会试二百七十一名，三甲二百六十名進士，時年三十二岁，獲授行人；七年（1528年）陞戶科給事中，曾抗疏拿出國庫免去西北饑民的租稅，不久於八年（1529年）因母親年老，請求改任南京兵科以便供養，條陳商書一德三義、軍政四事、馬政五事、足國裕民六事，獲明世宗嘉納，命為定制。
嘉靖十一年（1532年），何祉因忤逆權貴外任嘉興知府，以約己愛民、除奸剔蠹、勸學興賢為務，士民視他如父母，離任時他們都趕在河道號呼「何青天」，並立祠祭祀祀，刻錄《去思錄》紀念其德政。之後他不再出仕，父老再三上書，朝廷交薦二十多道疏也不復出；家居和諸生講學，貧困得像布衣一樣。他個性孝友寡慾而剛毅敬慎，器度宏大遠，處事符合節義，因此不為世俗所容，未能實現志向，士論惜之，有《常濱文集》及奏議若干卷流傳，入祀鄉賢祠。

## 家族
曾祖何九江。祖何珏。父何機。母舒氏。慈侍下。

## 引用
1. 1 2  康熙《進賢縣志·卷十四·人物志一》：何祉，字德徵，號常濱，北隅人，書經中壬午亞魁，明年登進士，授行人；戊子陞戶科給事中，以諫諍為己任，時西北大饑，抗疏請發內帑蠲租稅，民賴全活。尋以母老奏便養，改南京兵科，嘗條陳商書一德三義、軍政四事、馬政五事、足國裕民六事，上喜納之，命著為定式。壬辰以忤權貴出知嘉興府，首以約己愛民、除奸剔蠹、勸學興賢為務，踰年而恩洽七邑，愛之如父母，去之日士民塞河遮道，號聲震天，咸呼曰：「何青天。」共立祠祀之，復梓《去思錄》以紀德政。父老三請闕上書，當道交荐二十餘疏皆不起；家居杜門，日與諸生講學不倦，蕭然無異布衣。公性孝友，沖淡寡慾，剛毅敬慎，器識宏遠，故節義文章政事卓然近古第，不為流俗所容，厥施未竟齎志以沒，士論深惜之，所著有《常濱文集》及奏議若干卷，祀鄉賢祠。
2. ↑  康熙《進賢縣志·卷十一·選舉志一》：嘉靖二年癸未姚淶榜……何祉 字德徵，號常濱，壬午聯第，授行人，歷給事中、知府，事見良臣。
3. ↑  《明世宗肅皇帝實錄·卷九十》：（嘉靖七年七月）壬午選授行人何祉、推官田秋、知縣曾仲魁、周祚、魏良弼俱為給事中，祉、秋戶科，仲魁禮科，祚兵科，良弼刑科。
4. ↑  《明世宗肅皇帝實錄·卷一百一》：（嘉靖八年五月戊申）改戶科給事中何祉於南京兵科，祉以母老乞改南便養故也。
5. ↑  龚延明主编. . 宁波: 宁波出版社. 2016. ISBN 978-7-5526-2320-8. 《天一閣藏明代科舉錄選刊.登科錄》之《嘉靖二年癸未科進士登科録》